# Parafia św. Jana Pawła II w Siedlcach
Parafia świętego Jana Pawła II w Siedlcach – rzymskokatolicka parafia w Siedlcach. Parafia należy do dekanatu siedleckiego leżącego w diecezji siedleckiej.

## Historia
Parafia erygowana została dekretem biskupa siedleckiego Kazimierza Gurdy z dnia 18 sierpnia 2014 roku. Dekret wszedł w życie w dniu 26 sierpnia tegoż roku. Obszar parafii został wydzielony z terytorium parafii świętej Teresy od Dzieciątka Jezus i parafii Ducha Świętego.
Terytorium parafii obejmuje część Siedlec i Grabianów.